# Beatriz Pimentel
Beatriz Pimentel (? - 1397) foi pelo casamento senhora de Arega e de Barbacena. Foi assassinada pelo marido, que o rei D. João I de Portugal não castigou, facto que levou a que o pai de D. Beatriz se retirasse para o Reino de Castela onde veio a ser Conde de Benavente.

## Relações familiares
Foi filha de João Afonso Pimentel (c. 1340 -?), 1.º conde de Benavente e de D. Joana Teles de Menezes filha de D. Martim Afonso Telo de Menezes (c. 1310 - Toro, 25 de Janeiro de 1356). 
Foi a primeira esposa de Martim Afonso de Melo (c. 1360 – fevereiro de 1432), senhor de Arega e Barbacena, com quem teve:
1. Martim Afonso de Melo (1395 -?), alcaide-mor de Olivença, casado com Margarida de Vilhena,
2. Isabel de Melo foi casada por duas vezes, a primeira com João Rodrigues Coutinho, senhor de Ferreira de Aves e a segunda com D. Duarte de Meneses, 3.º conde de Viana do Alentejo e 2.º conde de Viana da Foz do Lima.
3. Leonor de Melo e Vilhena, casou com Martim Fernandes de Tovar.